# 鳥取県保育所一覧
鳥取県保育所一覧（とっとりけんほいくしょいちらん）は、鳥取県の保育所の一覧。

## 公立保育所

### 鳥取市
- みたから保育園
- 富桑保育園
- 賀露保育園
- 美保保育園
- 美和保育園
- 豊実保育園
- 倉田保育園
- 白ゆり保育園
- 湖南保育園
- 千代保育園
- みやこ保育園
- さつき保育園
- 福部保育園
- 河原保育園
- 西郷保育園
- 散岐保育園
- もちがせ保育園
- さじ保育園
- ひかり保育園
- 浜村保育園
- こじか保育園
- すくすく保育園

### 米子市
- 東保育園
- 西保育園
- 南保育園
- 彦名保育園
- 崎津保育園
- 小鳩保育園
- 富益保育園
- こたか保育園
- あがた保育園
- ねむの木保育園

### 倉吉市
- 西郷保育園
- 社保育園
- 北谷保育園
- 上小鴨保育園
- 灘手保育園
- 小鴨保育園
- 高城保育園
- 関金保育園

### 境港市
- わたり保育園
- あがりみち保育園
- なかはま保育園

### 県東部
岩美町
- 浦富保育所
- 大岩保育所
- みなみ保育所

智頭町
- ちづ保育園

八頭町
- 郡家東保育所
- 郡家保育所
- 国中保育所
- 船岡保育所
- 八東保育所

### 県中部
三朝町
- 賀茂保育園
- 竹田保育園

### 県西部
大山町
- 中山みどりの森保育園
- 大山ひめぼたる保育園
- 名和さくらの丘保育園
- 大山きゃらぼく保育園
- 大山保育所

伯耆町
- ふたば保育所
- あさひ保育所
- こしき保育所
- 溝口保育所
- 二部保育所

南部町
- つくし保育園
- さくら保育園
- ひまわり保育園

日吉津村
- 日吉津保育所

江府町
- 子供の国保育園

日野町
- ひのっこ保育園

## 私立保育所

### 鳥取市
- のぞみ保育園
- わかば保育園
- 湖山保育園
- 津ノ井保育園
- 松保保育園
- よねさと保育園
- 久松保育園
- かんろ保育園
- 鳥取みどり園
- 賀露みどり保育園
- 鳥取あすなろ保育園
- さとに保育園
- むつみ保育園
- 浜坂保育園
- めぐみ保育園
- わかば台保育園
- 城北保育園
- とうごう保育園
- 浜坂江津クローバー保育園

### 米子市
- 米子聖園マリア園
- わかば園
- かいけわかば園
- ゆりかご保育園
- のぞみ保育園
- いずみ保育園
- キッズタウン第2保育園
- ひばり保育園
- 夜見保育園
- えんぜる保育園
- 大和保育園
- わんぱく保育園
- エルルこども学園
- 巌保育園
- 五千石保育園
- 福生保育園
- 河崎保育園
- 和田保育園
- 福米保育園
- 成実保育園
- 加茂保育園
- 住吉保育園
- 車尾保育園
- リトルえんぜる保育園

### 倉吉市
- めぐみ保育園
- 上北条保育園
- 西倉吉保育園
- みのり保育園
- 向山保育園
- うつぶき保育園
- あゆみ保育園
- ひまわり保育園
- ひかり保育園
- ババール園

### 境港市
- 栴檀保育園
- みなと保育園
- つばさ保育園
- 育成保育園
- 夕日ヶ丘保育園
- 外江保育園
- あまりこ保育園

### 県中部
湯梨浜町
- 太養保育園
- ニチイキッズ湯梨浜ながえ保育園

琴浦町
- みどり保育園

北栄町
- 栄保育所

## 公設民営
- 大正保育園（鳥取市）
- 白兎保育園（鳥取市）
- 賀茂保育園（三朝町）